# Sofoklis Sofokleus

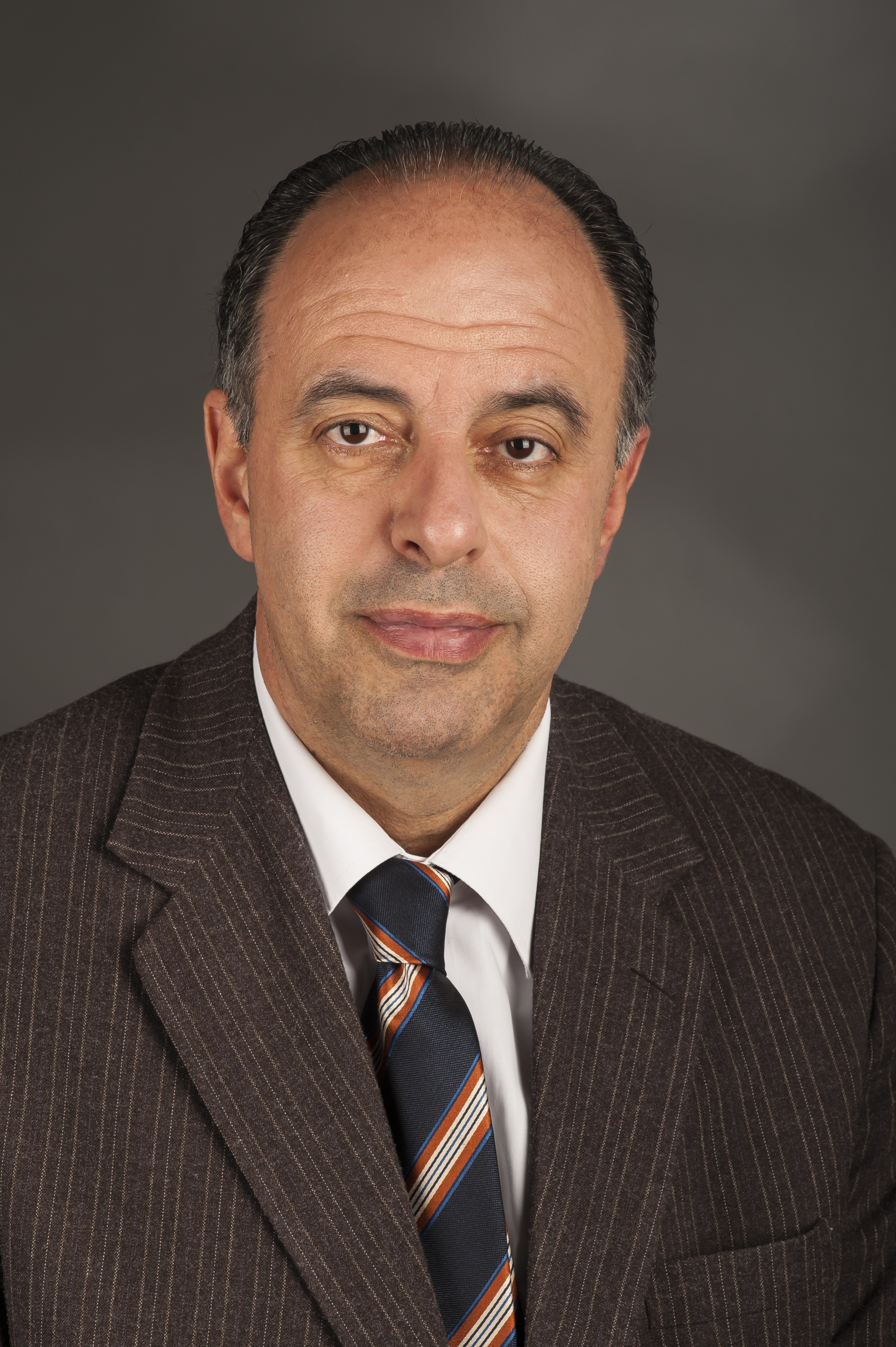
Sofoklis Sofokleus

Sofoklis Sofokleus, gr. Σοφοκλής Σοφοκλέους (ur. 7 sierpnia 1962 w Pano Lefkara) – cypryjski polityk, prawnik i samorządowiec, były minister, poseł do Parlamentu Europejskiego VII kadencji.

## Życiorys
Z wykształcenia prawnik, studiował na Uniwersytecie Arystotelesa w Salonikach. Zaangażował się w działalność Ruchu na rzecz Socjaldemokracji (EDEK), dochodząc do stanowiska wiceprezesa tej partii. Od 1992 przez kilkanaście lat był burmistrzem Lefkary. W latach 2006–2008 sprawował urząd ministra sprawiedliwości. W wyborach w 2009 bez powodzenia kandydował do Parlamentu Europejskiego VII kadencji. Mandat europosła objął jednak w 2012 w miejsce Kiriakosa Mawronikolasa. Przystąpił do grupy Postępowego Sojuszu Socjalistów i Demokratów.